# Biological Innovation for Open Society
Biological Innovation for Open Society (BIOS) ist eine Initiative, um das Open-Source-Konzept auf biologische Innovationen auszudehnen. Gestartet wurde die Initiative durch das gemeinnützige Forschungsinstitut CAMBIA.
Anfang 2005 veröffentlichte die Initiative drei neue Genfähren unter ihrer Lizenz.